# Holbrookia lacerata
Holbrookia lacerata (плямистохвоста безвуха ящірка) — вид ігуаноподібних ящірок родини фриносомових (Phrynosomatidae). Мешкає в США і Мексиці.

## Поширення і екологія
Плямистохвості безвухі ящірки мешкають в центральному і південному Техасі та в штатах Коауїла, Нуево-Леон і Тамауліпас на півночі Мексики. Вони живуть у відкритих чагарниках і преріях, на луках, покинутих полях, а також в дубово-ялівцевих лісах і мескітово-опунцієвих заростях.

## Збереження
МСОП класифікує стан збереження цього виду як близький до загрозливого. Holbrookia lacerata загрожує знищення природного середовища.